# Educación para refugiados, migrantes y desplazados internos

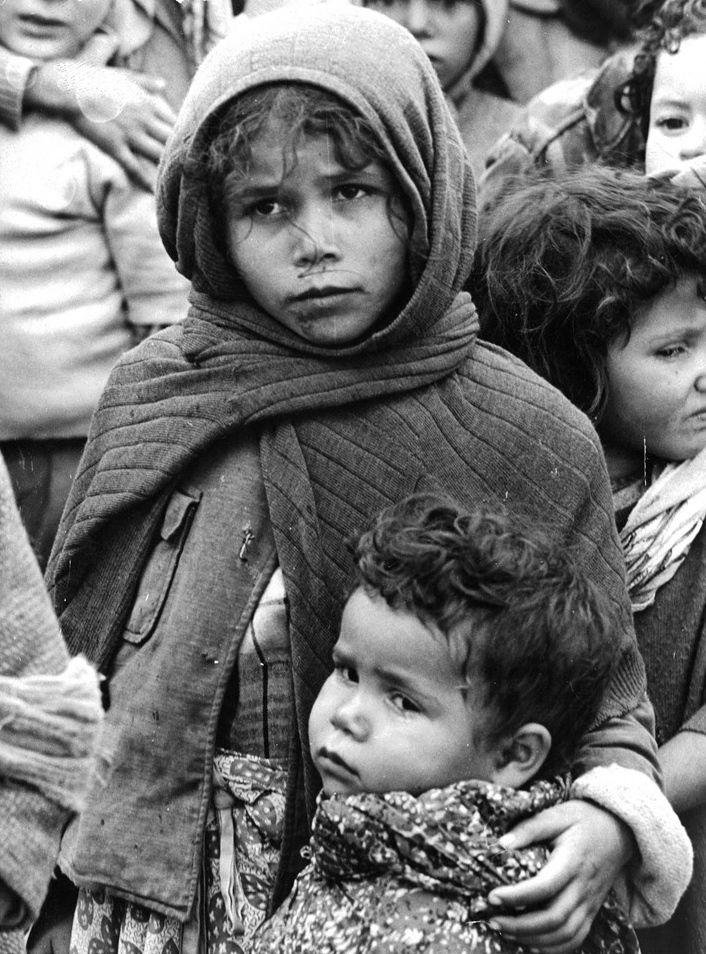
20 de julio, día mundial del refugiado.

La educación para refugiados, migrantes y desplazados internos es el proceso de enseñar y brindar los conocimientos y habilidades esenciales para que estas personas participen plenamente en la sociedad. El acceso universal a la educación es un derecho humano fundamental, como lo establece la Declaración Universal de Derechos Humanos.

## Contexto
La educación es esencial para ayudar a las personas migrantes y refugiadas a superar estos desafíos y a integrarse en sus nuevas comunidades, pues les permite adquirir las habilidades y conocimientos necesarios para conseguir empleo, mejorar su calidad de vida y contribuir al desarrollo en el nuevo lugar de residencia. Sin embargo, a menudo enfrentan barreras para acceder a la educación. Pueden enfrentar problemas para obtener documentos de identidad y residencia, lo que les impide matricularse en escuelas y universidades. También pueden enfrentar desafíos lingüísticos y culturales, lo que dificulta su capacidad para comprender y participar en clases.
Muchos jóvenes se han trasladado desde una región o país hasta otro en busca de educación, trabajo o seguridad. Las reformas educativas son una herramienta poderosa para promover la inclusión y la cohesión social entre las personas refugiadas, migrantes y desplazados internos.
La migración y el desplazamiento interactúan con la educación de diversas maneras. Estas relaciones tienen repercusiones para quienes emigran, para quienes se quedan en el lugar de origen y para las colectividades que acogen a inmigrantes, refugiados y otras poblaciones desplazadas. La migración interna afecta principalmente a países de ingresos medianos que experimentan una urbanización rápida, como China, donde más de uno de cada tres niños de zonas rurales, hijos de padres migrantes, se quedan en el lugar de origen.
La migración internacional afecta sobre todo a los países de altos ingresos, donde los inmigrantes constituyen el 15 % o más de la población estudiantil en la mitad de las escuelas. Sus efectos se hacen igualmente sentir en los países de origen: en más de uno de cada cuatro de estos, el 20 % o más de sus nacionales cualificados emigran.
El desplazamiento afecta mayormente a los países de bajos ingresos: en estos vive el 10 % de la población mundial, pero albergan el 20 % de la población mundial de refugiados (a menudo en zonas de muy bajo nivel educativo). Más de la mitad de los desplazados forzosos tienen menos de 18 años.

## Desafíos
La educación influye no solo en las actitudes, aspiraciones y creencias de los migrantes, sino también en las de las poblaciones de acogida. Una mayor diversidad en las aulas supone un reto, pero permite asimismo aprender de otras culturas y experiencias. Cumplir con el compromiso internacional de respeto al derecho a la educación para todos constituye un desafío para los países. A menudo deben actuar con urgencia, en un marco de graves limitaciones o incluso de oposición de ciertos sectores. Deben responder a las necesidades de quienes viven hacinados en tugurios, son nómadas o están a la espera de que se les otorgue la condición de refugiados.
Los maestros deben enseñar a un alumnado multilingüe y hacer frente a los traumatismos sufridos por los alumnos desplazados. Deben reconocerse las cualificaciones y el aprendizaje previo para sacar el mejor partido posible de las competencias de los migrantes y refugiados.
La migración interna es también un obstáculo para la inclusión en la educación. Los trabajadores rurales migrantes constituyen el 21 % de la población china tras la mayor ola de migración de su historia reciente.[¿cuándo?] Para tratar de controlar los flujos, se establecieron restricciones a los permisos de residencia, lo que obligó a la mayoría de los niños migrantes que viven en las ciudades (inclusive Beijing) a concurrir a escuelas no autorizadas para migrantes de baja calidad.
Los obstáculos a la educación de los inmigrantes pueden persistir a pesar de los esfuerzos encaminados a incluirlos. En Sudáfrica, por ejemplo, la legislación en materia educativa garantiza el derecho a la educación de todos los niños (independientemente de su condición migratoria o situación legal), pero la legislación migratoria impide que los inmigrantes indocumentados se inscriban en las escuelas.
En los Estados Unidos, las redadas de inmigrantes provocaron un aumento de la deserción escolar entre los hijos de inmigrantes indocumentados que temían ser deportados, mientras que una política anterior que protegía contra la deportación había aumentado la tasa de finalización de la educación secundaria.
Hay alrededor de 7,1 millones de niños refugiados en edad escolar, pero cerca de 3,7 millones de estos niños no están matriculados en la escuela.

### Financiación
Invertir en la educación de los migrantes y refugiados permitiría impulsar el desarrollo y crecimiento económico no solo de los países que los acogen, sino también de los de origen, asegura el último Informe de Seguimiento de la Educación en el Mundo 2019 de la Organización de las Naciones Unidas para la Educación, la Ciencia y la Cultura (UNESCO). Sin embargo, de acuerdo al Informe de Seguimiento de la Educación en el Mundo 2019, se estima que en 2016 se gastaron 800 millones de dólares en la educación de los refugiados, procedentes en proporción prácticamente igual de la ayuda humanitaria y la ayuda al desarrollo. Esta cuantía corresponde a no más de un tercio aproximadamente del déficit de financiación estimado más recientemente. Si la comunidad internacional recurriese solo a la ayuda humanitaria, la cuota dedicada a la educación tendría que multiplicarse por diez para atender a las necesidades educativas de los refugiados. Para incrementar la financiación destinada a la educación de los refugiados es preciso establecer vínculos entre la ayuda humanitaria y la ayuda al desarrollo, de conformidad con los compromisos de la Declaración de Nueva York para los Refugiados y los Migrantes.

## Mejoras educacionales
La mejora de la educación puede contribuir a que migrantes y refugiados realicen plenamente su potencial. Los programas de educación no formal pueden ser cruciales para reforzar el sentimiento de pertenencia. La alfabetización favorece la comunicación social e intercultural y promueve el bienestar físico, social y económico, pero hay obstáculos importantes que limitan el acceso a los programas lingüísticos para adultos y los resultados alcanzados en algunos países. Una encuesta de solicitantes de asilo efectuada en Alemania en 2016 mostró que el 34 % estaban alfabetizados en un alfabeto latino, el 51 % en otro sistema de escritura y el 15 % eran analfabetos. Sin embargo, estos últimos eran los que tenían menos probabilidades de asistir a un curso de alfabetización o de idioma.

### Planes de estudios y manuales escolares
Unos contenidos educativos adecuados pueden facilitar un análisis crítico de la información por parte de los ciudadanos y promover la cohesión social; en el caso contrario se pueden difundir imágenes negativas, parciales, excluyentes o despectivas de los inmigrantes y refugiados. Los programas y los manuales escolares incluyen a menudo representaciones ya superadas de migraciones y desplazamientos, pese a la existencia de un amplio apoyo al cambio en ciertos contextos. El 81 % de las personas encuestadas en los Estados miembros de la Unión Europea (UE) estaban de acuerdo en que los textos escolares deberían abarcar la diversidad étnica. Al no integrar la diversidad en la educación, los países no aprovechan su potencial de fomento de la inclusión y la cohesión social. Un estudio efectuado a escala mundial mostró que durante el período 2000-2011, solo un 10 % de los manuales de ciencias sociales trataban temas relacionados con la prevención y resolución de conflictos, por ejemplo, análisis de juicios nacionales o internacionales, comisiones de la verdad y compensaciones económicas.

### Formación de docentes
Los docentes afectados por la migración y el desplazamiento no están adecuadamente preparados para llevar a cabo las tareas más complejas que estas situaciones entrañan, por ejemplo, hacerse cargo de un alumnado multilingüe y ayudar a los niños que necesitan apoyo psicosocial. En seis países europeos, la mitad de los docentes consideraban que no contaban con apoyo suficiente para manejar la diversidad en el aula; en Siria, el 73 % de los maestros encuestados no habían recibido una formación que les permitiese proporcionar apoyo psicosocial a los niños. Las políticas de contratación y gestión del personal docente reaccionan a menudo de forma tardía cara a las necesidades emergentes. En Alemania hacen falta 42 000 maestros y educadores más. Turquía necesita 80 000 docentes y Uganda 7000 maestros de primaria para enseñar a todos los refugiados que se encuentran actualmente en el país.
Por otro lado, los docentes que trabajan en contextos de desplazamiento también deben prepararse para atender las dificultades particulares que enfrentan los alumnos desplazados y sus padres, y entrar en contacto con sus comunidades. «Si bien los maestros no son consejeros de ayuda personal, se los puede formar para que reconozcan el estrés y el traumatismo y remitan a especialistas a las personas necesitadas».
Por lo anterior, la Unesco recomienda que los gobiernos inviertan en una formación inicial y permanente de los docentes que les ayude a adquirir competencias básicas y capacidad para gestionar entornos diversos, multilingües y multiculturales.

### Reconocimiento de las cualificaciones
El reconocimiento de las cualificaciones y del aprendizaje anterior puede facilitar la entrada en el mercado laboral, sobre todo en lo que concierne a las cualificaciones profesionales. Si los migrantes y refugiados carecen de acceso a empleos que utilicen sus competencias, es poco probable que las sigan desarrollando. Menos de la cuarta parte de los migrantes del mundo están cubiertos por un acuerdo bilateral de reconocimiento de cualificaciones. Los mecanismos existentes suelen ser fragmentarios o demasiado complejos para responder a las necesidades de los inmigrantes y refugiados y acaban siendo poco utilizados.

### Sistemas educativos nacionales
En los últimos años, se está empezando a incluir a inmigrantes y refugiados en los sistemas nacionales de educación. Decisiones con visión de futuro, pragmatismo político y solidaridad internacional se han conjugado para abandonar las prácticas excluyentes. Los países partes en el Pacto Mundial para la Migración Segura, Ordenada y Regular y en el Pacto Mundial sobre Refugiados, que hacen ampliamente referencia a la educación, consideran que la educación es una oportunidad. Históricamente, la asimilación era la norma en la mayoría de los países de altos ingresos que acogieron a trabajadores extranjeros durante el período de posguerra. En un grupo de 21 países de altos ingresos, Australia y Canadá habían adoptado el multiculturalismo en sus programas educativos ya en 1980. Para 2010, había sido adoptado también en Finlandia, Irlanda, Nueva Zelanda y Suecia, y parcialmente en más de dos tercios de los países.
En la actualidad, en cambio, países como Chad, la República Islámica del Irán y Turquía invierten sumas considerables para garantizar que los refugiados sudaneses, afganos, sirios y de otros países vayan a la escuela junto con los nacionales. En 2017, en la Declaración de Yibuti sobre la Educación Regional para Refugiados, siete ministros de Educación de África Oriental se comprometieron a incluir la educación para refugiados y repatriados en los planes sectoriales a 2020.
A partir de 2006, China empezó a revisar progresivamente el dispositivo, pidiendo a las autoridades locales que proporcionen educación a los niños migrantes, eximiéndolos del pago de los derechos de matrícula y desvinculando el registro de residencia del acceso a la educación para los migrantes. En la India, la ley de 2009 sobre el derecho a la educación obligó a las autoridades locales a admitir a los niños migrantes en las escuelas, y se adoptaron directrices nacionales que recomiendan flexibilidad de ingreso, hostales estacionales, apoyo a los transportes, educadores móviles voluntarios y una mejor coordinación entre los estados y los distritos.
En el caso de México, el programa Educación sin fronteras tiene el objetivo de brindar atención educativa a personas migrantes, ya sean connacionales retornados o repatriados, solicitantes de la condición de refugiado, refugiados, beneficiarios de protección complementaria o extranjeros viviendo en México, para que aprendan a leer y escribir o que inicien, continúen, concluyan y certifiquen la educación primaria y secundaria, con el propósito de promover y facilitar el acceso efectivo a la educación de dicha población prioritaria, a través de la colaboración con organismos internacionales, así como instituciones y organizaciones del sector público, privado y social.

## Modelo holístico para la integración educativa de las personas refugiadas
El modelo holístico, describe las relaciones entre necesidades, factores, políticas e integración educativa. La integración educativa de las niñas y los niños refugiados puede darse si se atienden todas (o al menos la mayoría) de sus necesidades didácticas, sociales y emocionales.

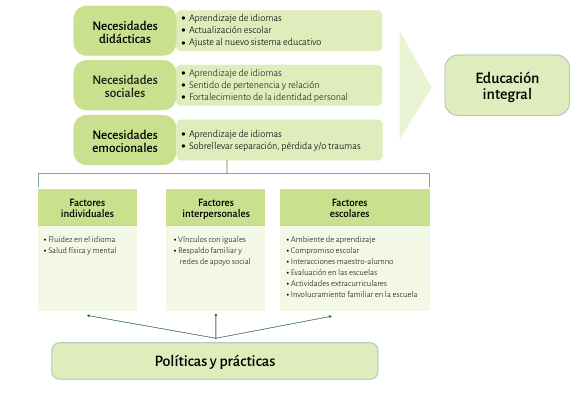
Diagrama del modelo holístico

Niñas y niños refugiados necesitan aprender el idioma del país de acogida y desarrollar su idioma natal, superar las interrupciones a su escolaridad o la educación limitada y ajustarse a un nuevo sistema educativo. También deben tener la capacidad para comunicarse y desarrollar una identidad social sólida. Adicionalmente, las niñas y los niños refugiados necesitan sentir que están seguros y que son capaces de sobrellevar la pérdida, la aflicción y también la separación o los traumas. Distintos factores individuales, interpersonales e institucionales (a nivel escolar) pueden determinar el predominio de ciertas necesidades en niñas y niños refugiados. Una variedad de políticas y prácticas con objetivos específicos puede modificar estos factores.
Un enfoque holístico también funciona en colaboración con otros organismos destacados (trabajo social, agencias de empleo, instituciones de salud, entidades comunitarias) para dar atención a las numerosas y complejas necesidades.

## Propuestas para facilitar la educación de migrantes y desplazados[4]
La Unesco ofrece recomendaciones a los gobiernos para propiciar una educación inclusiva y de calidad para estos colectivos. Estas son:
1. Proteger el derecho a la educación de los migrantes y las personas desplazadas: La no discriminación en la educación está reconocida en las convenciones internacionales. Es por ello que se deben prohibir en la legislación nacional de los países las barreras discriminatorias que evitan que los infantes puedan recibir educación, como la exigencia de certificados de nacimiento o de documentos que avalen su situación de residencia. Asimismo, las autoridades nacionales deben organizar campañas de sensibilización para informar a las familias de los migrantes y desplazados acerca de sus derechos y los trámites de inscripción de las escuelas.
2. Incluir a los desplazados en los sistemas educativos nacionales: Esto implica no tratar a estos colectivos como poblaciones temporales o transitorias distintas de los nativos. Por ello, la UNESCO recomienda que los niños y niñas migrantes o refugiados permanezcan separados lo menos posible de sus compañeros del país de acogida. Los gobiernos deben reducir al mínimo el tiempo que este alumnado pasa sin seguir los currículos nacionales o sin avanzar hacia certificaciones conocidas.
3. Comprender y planificar para cumplir con las necesidades educacionales de estos colectivos: Proporcionar plazas escolares u oportunidades de trabajo a estos colectivos es solo el primer paso para la inclusión.
4. Representar historias de migración y desplazamiento en la educación de forma realista para contrarrestar los prejuicios: Revisar los contenidos de la enseñanza y el modo en que se imparte, y adaptar los planes de estudio y los libros de texto para que reflejen la historia y la diversidad actual, constituye otra de las recomendaciones de la UNESCO respecto a la educación de los desplazados. Además, resulta importante que todos los países cuenten con enfoques pedagógicos que promuevan la apertura a la multiculturalidad, fomenten los valores de convivencia, valoren los beneficios de la diversidad y contrarresten prejuicios xenófobos o racistas.
5. Apoyar las necesidades educativas de estos colectivos en la ayuda humanitaria: Aunque la mayoría de los migrantes y refugiados suelen dirigirse a países «ricos», 9 de cada 10 desplazados son acogidos por gobiernos de países con ingresos bajos o medios, por lo que se requiere de ayuda económica por parte de donantes internacionales para poder satisfacer sus necesidades educativas.

## ACNUR, la agencia de la ONU para los refugiados
Es una organización internacional que se dedica a salvar vidas, salvaguardar derechos y construir un mejor futuro para las personas que se ven obligadas a abandonar sus hogares debido a conflictos y persecuciones.
ACNUR encabeza los esfuerzos internacionales por proteger a las personas refugiadas, desplazadas por la fuerza y apátridas. El propósito de ACNUR es construir un mundo en el que toda persona forzada a huir pueda tener un mejor futuro.

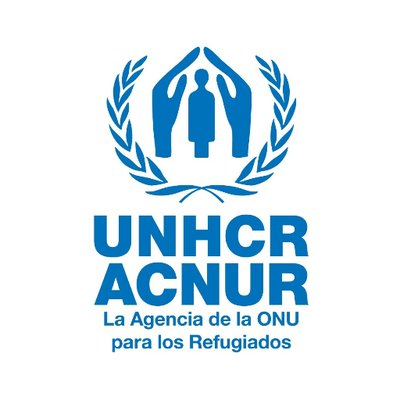
Oficina del Alto Comisionado para los Refugiados

Formalmente conocido como la Oficina del Alto Comisionado para los Refugiados, el ACNUR fue constituido por la Asamblea General de las Naciones Unidas en 1950, a raíz de las devastadoras consecuencias de la Segunda Guerra Mundial, con el propósito de ayudar a millones de personas que perdieron su hogar.
Hoy en día, ACNUR opera en 137 países, donde brinda asistencia vital, que incluye albergue, alimento, agua y atención médica para las personas forzadas a huir de conflictos y persecuciones, muchas de las cuales no tienen a nadie más a quien recurrir. ACNUR defiende el derecho a recibir protección y ayuda de las personas desplazadas para que puedan encontrar un lugar al que llamar hogar y reconstruir sus vidas. En el largo plazo, ACNUR colabora con los países para mejorar y monitorear las leyes y políticas en materia de asilo y refugiados, con el fin de garantizar el respeto a los derechos humanos.
En todo lo que hace, ACNUR ve a las personas refugiadas y forzadas a huir como socios; además, pone en el centro de la planeación y la toma de decisiones a las personas más afectadas.

## Investigaciones en Latinoamérica sobre la educación y los niños migrantes
«La búsqueda de una mejor situación económica es una de las grandes causas de la migración a nivel mundial y en particular en América Latina y el Caribe. La pobreza, la desigualdad, las condiciones laborales, sanitarias y de vivienda presentes en los países de origen, son factores de peso a la hora de emigrar hacia países donde el nivel de infraestructura y desarrollo es más alto. Otros motivos han sido los regímenes autoritarios del siglo pasado, así como también los conflictos políticos» (Educación para niñas, niños y jóvenes inmigrantes en las Américas, 2006).
Como se menciona anteriormente, son diversos los factores por los que las personas migran; sin embargo, todos tienen una meta en común, que es el mejorar su vida en varios aspectos y en ocasiones el de su familia; de manera que las políticas de los diferentes países busquen soluciones para enfrentar a la diversidad étnica y cultural, así como la sociedad a la que llegan y de la que provienen.
Partiendo de la realidad en que, en años anteriores la migración era un tema que pasaba desapercibido, actualmente los países en Latinoamérica no dejaron de un lado ese tema, y no solo buscaron brindar apoyo a las personas migrantes, sino también a los niños, niñas y adolescentes que los acompañaban, viendo por una mejor calidad de vida para ellos, es así, que surgen propuestas por parte del gobierno en que pueda ser posible y accesible que la niñez migrante estudie en las escuelas públicas. «En la región, las contribuciones académicas sobre la temática se han multiplicado de la mano del incremento de la matrícula de niñas, niños y adolescentes de nacionalidad extranjera en los sistemas educativos» (Granda Alviarez & Loaiza de la Pava, 2021).
Tomemos en cuenta que «las investigaciones que tienen foco en niñas y niños migrantes o refugiados como sujetos de investigación abordan a poblaciones con niveles socioeconómicos marcados por la pobreza, que se desplazan entre países limítrofes (Bolivia y Argentina; Perú y Chile), o que provienen de países que han experimentado situaciones de crisis naturales (Haití), guerra, conflictos armados o violencia social (Siria, Colombia, Centroamérica y México), crisis político-económicas (Venezuela), o que se encuentran en condición de retorno (de Estados Unidos a México)» (Granda Alviarez & Loaiza de la Pava, 2021), por lo que se busca trabajar con diversas personas en diferentes situaciones que busquen superarse sin importar su lugar de procedencia. Sin embargo, muchas familias migrantes lo que buscan al llegar a los lugares y poder inscribir a sus niños a las escuelas, es que estas instituciones sean de carácter público y gratuito, debido a que no todos tienen los recursos para ello, y también que tenga lugares disponibles según el grado académico requerido; haciendo que varios países buscarán las alternativas para poder cumplir con esas expectativas para los migrantes durante su paso.

## Países que fomentan la educación para refugiados e inmigrantes
México es uno de los países quienes albergan cientos de personas migrantes cada año, por lo que el mismo gobierno ha considerado importante el que Niños, niñas y adolescentes sean parte de la educación del país, por corta o larga que sea la estancia, para ello, el gobierno busca alternativas y la creación de programas para que los docentes estén preparados para atender a los niños en situación de refugiados dentro del país.
«En México, las niñas, niños y adolescentes en situación de migración, tienen derecho a acceder a educación pública y gratuita» (de Cooperación Internacional Para el Desarrollo, 2023).
Además de que como se menciona, el tener personas de otros países, ayuda a enriquecer la diversidad de nuestro país.
«No se debe negar el acceso, permanencia y conclusión de su derecho a la educación a niñas, niños y adolescentes migrantes. Su inclusión en la escuela permite además enriquecer las aulas a través del intercambio cultural, la diversidad, el respeto a las diferencias y ayudar a la integración comunitaria de las familias» (de Cooperación Internacional Para el Desarrollo, 2023).

### Desafíos
«El cumplimiento del derecho a la educación en México enfrenta algunos obstáculos relacionados, en el caso de los refugiados, con las condiciones de salida de su país, que en ocasiones les impide contar con todos sus documentos de identidad o escolaridad, lo cual retrasa los trámites de ingreso al sistema educativo» (Derecho a la Educación de Migrantes, Refugiados y Demandantes de Asilo En México, 2010). A pesar de ello, el gobierno ha intentado buscar alternativas para tener en tiempo y forma los documentos requeridos para completar los trámites necesarios. Ahora bien, existen otros desafíos que enfrentan los migrantes al llegar a México; sin embargo, no se han encontrado solución a ello, pero se sigue trabajando en las posibles soluciones para respetar los derechos de cada persona.

## Barreras en la educación para refugiados e inmigrantes
Según la UNICEF, gran parte de las personas migrantes «no acceden por diversas circunstancias, por un lado, a las condiciones de su tránsito migratorio (que incluye riesgos), a la falta de información sobre la oferta educativa (en escuelas regulares o en educación comunitaria), el miedo a la discriminación, el desconocimiento sobre los requisitos de acceso, la solicitud de cuotas y gastos vinculados a su educación, entre otras barreras que les impiden seguir estudiando» (UNICEF MÉXICO, 2025). Sin embargo, se ha intentado reducir esas situaciones en los diferentes lados en que se encuentren los migrantes dentro de Latinoamérica, haciendo de la escuela un lugar más accesible, además, con la creación de planes o programas de estudio, especialmente dedicado a la preservación de niños migrantes dentro del sistema educativo.